# 双線型写像
数学において双線型写像（そうせんけいしゃぞう、英: bilinear map）とは、二つのベクトル空間それぞれの元の対に対しての第三のベクトル空間の元を割り当てる写像であって、各引数に関して線型となるようなものを言う。その一つの例が、行列の積である。

## 定義
V、W および X をある同一の基礎体 F 上のベクトル空間とする。写像
B : V × W → X
が双線型写像であるとは、W 内の任意の元 w に対して
v ↦ B(v, w)
が V から X への線型写像であり、かつ V 内の任意の元 v に対して
w ↦ B(v, w)
が W から X への線型写像であることを言う。これはすなわち、双線型写像の片方の成分を固定し、もう片方を変動させることで得られる写像がともに線型写像であることを意味する。
注意ここで空間 V × W を二つのベクトル空間の直積線型空間と見なしたとき、B は（V = 0 あるいは W = 0 でない限り）ベクトル空間の間の線型写像ではないことに注意されたい。実際、例えば B(2(v,w)) = B(2v,2w) = 2B(v,2w) = 4B(v,w) が成立するために、線型でない。しかし双線型写像はテンソル積空間 V ⊗ W 上の線型写像を誘導する。
特別な場合
V = W のとき、V 内のすべての v、w に対して B(v,w) = B(w,v) が成立するならば B は対称であると言われる。
X = F のとき（このときの双線型写像は双線型形式と呼ばれる）は特に有用である（例えばドット積、内積、二次形式の記事を参照されたい）。
一般化体 F 上のベクトル空間の代わりに、ある可換環 R 上の加群を用いても、特に変更点はなく双線型写像は定義される。また、双線型の概念を n-変数の写像の場合に対して一般化することもできるが、それについては多重線型についての項へ譲る。
ある非可換な基礎環 R と右加群 MR および左加群 RN に対しても、アーベル群 T への双線型写像 B : M × N → T を定義することが出来る。これは N 内の任意の n に対して m ↦ B(m, n) が群準同型かつ M 内の任意の m に対して n ↦ B(m, n) が群準同型であり、さらに条件 B(mt, n) = B(m, tn) (∀m ∈ M, ∀n ∈ N, ∀t ∈ T) を満足するもののことを言う（平衡写像を参照）。

## 性質
定義より直ちに証明されることとして、x = 0 または y = 0 のときは必ずB(x,y) = 0 であることが挙げられる（これは零ベクトル 0 を 0·0 と書いて、線型性によりそのスカラー倍 0 を「外側」、すなわち B の手前に移動することで分かる）。
全ての双線型写像の集合 L(V,W;X) は、V×W から X への全ての写像からなる空間（すなわちベクトル空間や加群）の線型部分空間である。
M が、実双線型形式 (v,w) ↦ v′Mw によって、実数体への双線型写像を定義するとき、この双線型形式に付随する三種類の双線型形式が双対性および音符同型によって与えられる。
{\displaystyle {\begin{matrix}{\begin{aligned}&V\times V{\overset {M}{\longrightarrow }}\mathbb {R} \\&(v,w)\mapsto v'Mw\\&M_{ij}=M(b_{i},b_{j})\\&M\in V^{*}\otimes V^{*}\\&M=M_{st}\beta ^{s}\otimes \beta ^{t}\\~\\~\end{aligned}}&{\begin{aligned}&V\times V^{*}{\overset {M}{\longrightarrow }}\mathbb {R} \\&(v,f)\mapsto v'Mf'\\&M_{i}^{j}=M(b_{i},\beta ^{j})\\&M\in V^{*}\otimes V\\&M=M_{s}^{t}\beta ^{s}\otimes b_{t}\\&M_{s}^{t}=M_{su}g^{ut}\\&MG^{-1}\end{aligned}}\\{\begin{aligned}&V^{*}\times V{\overset {M}{\longrightarrow }}\mathbb {R} \\&(f,w)\mapsto fMw\\&M_{j}^{i}=M(\beta ^{i},b_{j})\\&M\in V\otimes V^{*}\\&M=M_{t}^{s}b_{s}\otimes \beta ^{t}\\&M_{t}^{s}=g^{su}M_{ut}\\&G^{-1}M\end{aligned}}&{\begin{aligned}&V^{*}\times V^{*}{\overset {M}{\longrightarrow }}\mathbb {R} \\&(f,g)\mapsto fMg'\\&M^{ij}=M(\beta ^{i},\beta ^{j})\\&M\in V\otimes V\\&M=M^{st}b_{s}\otimes b_{t}\\&M^{st}=g^{su}M_{uv}g^{vt}\\&G^{-1}MG^{-1}\end{aligned}}\end{matrix}}}
V、W および X が有限次元であるなら、L(V,W;X) もまた有限次元である。X = F のとき、（つまり双線型形式の成す）空間の次元は dim V × dim W となる（一方、「線型」形式の空間 L(V×W;F) の次元は dim V + dim W である）。このことを確かめるために、V と W に対してそれぞれ基底 {ei},{fj} を取れば、双線型写像は行列 B(ei,fj) によって一意的に表現され、またこの逆も成立する。ここから X がもっと高次元の空間のとき、dim L(V,W;X) = dim V × dim W × dim X が成立することは明らか。

## 例
- 行列の積は M(m,n) × M(n,p) → M(m,p) なる双線型形写像をさだめる。
- V を、内積の定義された実数体 R 上のベクトル空間とする。このとき、その内積は双線型写像 V × V → R である。
- 一般に、体 F 上のベクトル空間に対し、V 上の双線型形式というのは、双線型写像 V × V → F というのと同じことである。
- V を、双対空間 V* を備えたベクトル空間とする。このとき、線型写像を適用する自然な演算 b(f, v) = f(v) は V* × V から基礎体への双線型写像である。
- V と W を、同一の体 F 上のベクトル空間とする。f を V* の要素とし、g を W* の要素とするなら、b(v, w) = f(v)g(w) は双線型写像 V × W → F を定義する。
- R3 におけるクロス積は、双線型写像 R3 × R3 → R3 である。
- B : V × W → X が双線型で、L : U → W が線型ならば、(v, u) ↦ B(v, Lu) は V × U 上の双線型写像となる。
- V × W 内の全ての (v,w) に対して B(v,w) = 0 として定義される零写像は、V × W から X への、双線型かつ線型であるような唯一つの写像である。実際、(v,w) ∈ V × W に対して、B が線型であるなら B(v,w) = B(v,0) + B(0,w) = 0 + 0 が成立するが、これは B が双線型であるための必要条件である。